# 紹斯巴赫河 (埃勞河支流)
48°43′13″N 13°34′31″E / 48.720393°N 13.575410°E

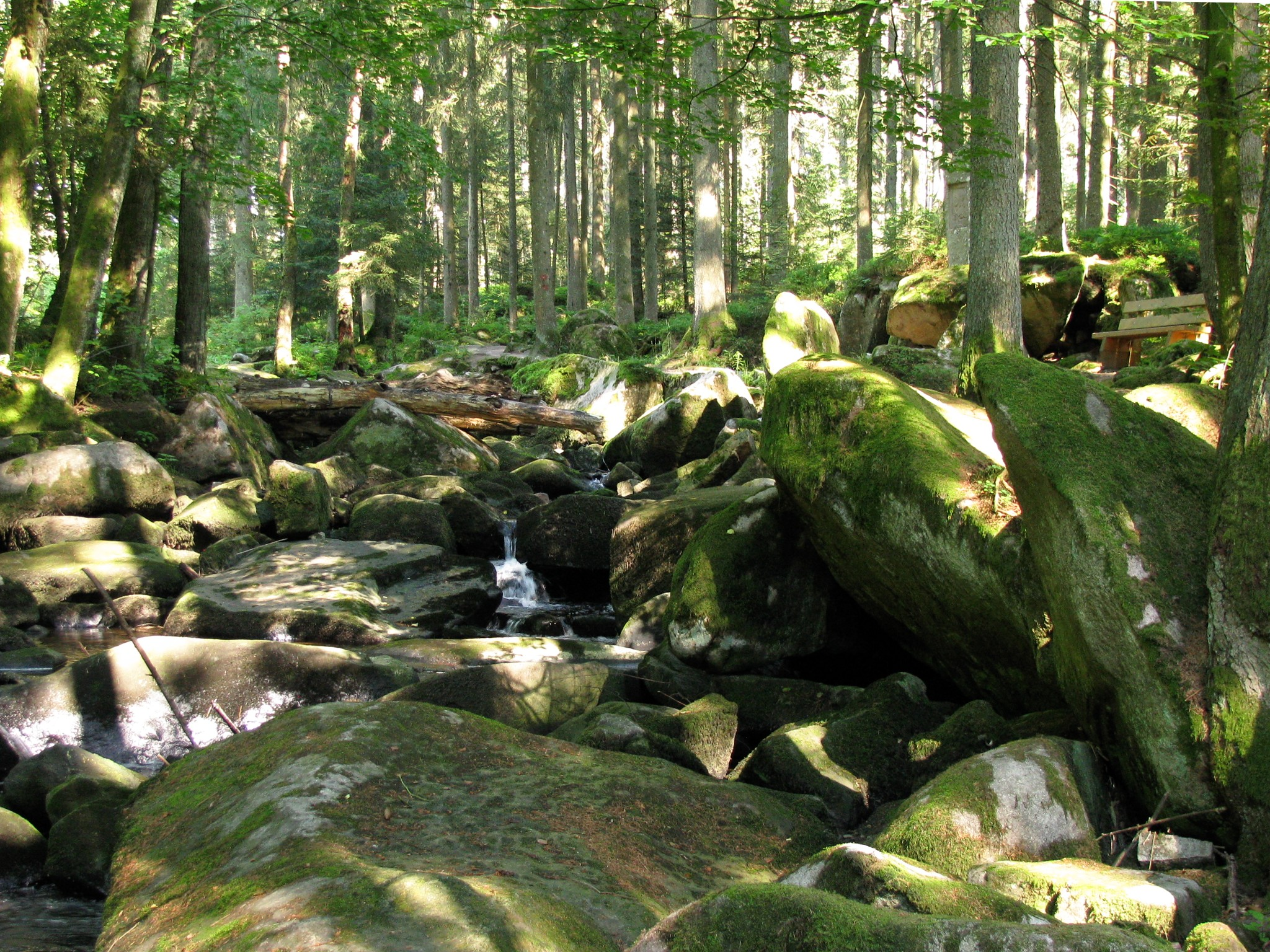

紹斯巴赫河是德國的河流，位於該國東南部，由巴伐利亞負責管轄，屬於埃爾勞河的左支流，河道全長8.6公里，流經弗賴翁-格拉弗瑙縣。